# Boana cipoensis
Boana cipoensis  (anteriormente Hypsiboas cipoensis) es una especie de anfibios de la familia Hylidae. Es endémica de Brasil.
Sus hábitats naturales incluyen montanos secos, sabanas secas y húmedas, ríos y corrientes intermitentes de agua. Está amenazada de extinción por la destrucción de su hábitat natural.